# Championnat du monde de Formule 1 1998
Navigation
1997 1999

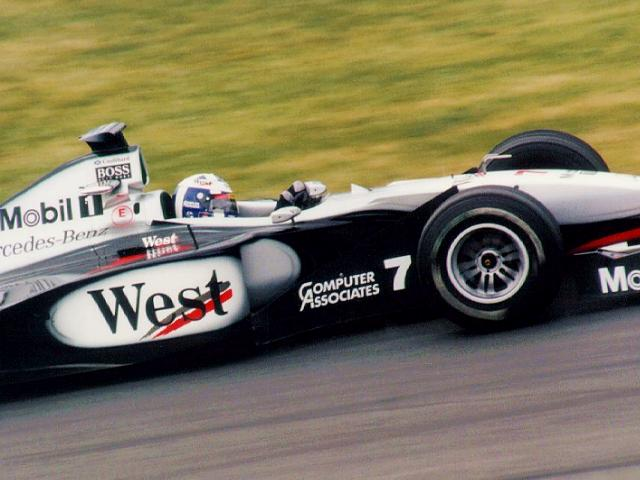
David Coulthard au Grand Prix du Canada.

Le championnat  du monde de Formule 1 1998 est remporté par le Finlandais Mika Häkkinen sur une McLaren-Mercedes. McLaren remporte le championnat du monde des constructeurs.
La réglementation technique évolue fortement en 1998 et l'écurie McLaren-Mercedes a un renfort de poids en la personne de l'ingénieur Adrian Newey qui conçoit une machine très performante ; ses deux pilotes, Mika Häkkinen et David Coulthard réalisent un doublé dès le premier Grand Prix, à Melbourne, avec un tour d'avance sur le reste du plateau.  
Seul Michael Schumacher sur sa Ferrari parvient par la suite à contrer l'irrésistible ascension de Mika Häkkinen grâce à ses six victoires ; le Finlandais en gagne huit, dont la manche finale, à Suzuka, où le titre mondial des pilotes se décide en sa faveur dès l'extinction des feux, quand Schumacher cale au départ. Häkkinen remporte son premier titre, et McLaren son huitième chez les constructeurs. 
En Belgique, Damon Hill obtient la première victoire de l'écurie Jordan Grand Prix ainsi que la vingt-deuxième et dernière de sa carrière. 

## Repères

### Pilotes
Débuts en tant que pilote-titulaire : 
- Esteban Tuero chez Minardi.
- Toranosuke Takagi chez Tyrrell.

 Transferts : 
- Damon Hill, champion du monde en 1996, quitte Arrows pour Jordan.
- Giancarlo Fisichella quitte Jordan pour Benetton.
- Jean Alesi quitte Benetton pour Sauber.
- Mika Salo quitte Tyrrell pour Arrows.
- Ricardo Rosset quitte Lola pour Tyrrell.
- Jos Verstappen quitte Tyrrell pour Stewart.
- Shinji Nakano quitte Prost pour Minardi.

 Retours : 
- Alexander Wurz (3 GP et 1 podium en 1997) chez Benetton.
- Jarno Trulli (14 GP en 1997) chez Prost.

 Retraits : 
- Gerhard Berger (210 GP et 10 victoires entre 1984 et 1997).
- Ukyo Katayama (95 GP et 5 points entre 1992 et 1997).
- Norberto Fontana (4 GP en 1997).
- Nicola Larini (47 GP , 1 podium et 7 points entre 1987 et 1997).
- Gianni Morbidelli (67 GP et 8,5 points entre 1990 et 1997).

 Retours en cours de saison : 
- Jos Verstappen chez Stewart à partir du Grand Prix de France en remplacement de Jan Magnussen limogé.

### Écuries
- Fournitures de moteurs Mecachrome pour l'écurie Williams.
- Fournitures de moteurs Playlife pour l'écurie Benetton.
- Fournitures de moteurs Mugen-Honda pour l'écurie Jordan.
- Fournitures de moteurs Peugeot pour l'écurie Prost.
- Arrows se fournit ses propres moteurs.
- Fournitures de moteurs Ford pour l'écurie Minardi.
- Absence d'un pilote italien pour la première fois chez Minardi depuis son arrivée en F1.

## Règlement sportif: les règles principales
- L'attribution des points s'effectue selon le barème 10 (1er), 6 (2e), 4 (3e), 3 (4e), 2 (5e), 1 (6e) et tous les résultats comptent.
- Chaque Grand Prix se court sur une distance prévue de 305 km (plus la fin du dernier tour), mais ne doit pas excéder 2 heures en temps. (Exception : GP de Monaco prévu pour 260 km environ). La distance est réduite d'un tour si la procédure de départ est interrompue par un pilote en difficulté (cas du GP de France et du GP du Japon).
- Plus de séance de préqualifications.
- Essais libres limités à 30 tours dans la journée : vendredi de 11 h 00 à 12 h 00 et de 13 h 00 à 14 h 00.
- Essais libres limités à 30 tours au total des deux séances de la matinée : samedi de 09 h 00 à 09 h 45 et de 10 h 15 à 11 h 00.
- Essais qualificatifs limités à 12 tours : samedi de 13 h 00 à 14 h 00.
- Une séance d'essai de roulage en configuration de course (warm-up) est organisée le dimanche matin, de 10 h 00 à 10 h 30.
- Un second warm-up d'un quart d'heure peut être organisé si les conditions météorologiques prévues pour la course changent drastiquement par rapport aux conditions rencontrées lors du premier warm-up.
- En cas de problème sur sa monoplace de course, un pilote a le droit d'utiliser un « mulet » lors des essais qualificatifs, mais pas lors des essais libres.
- Tout pilote dont le temps de qualification dépasse de 7 % le temps de la pole position ne sera pas autorisé à prendre le départ (sauf sur décision des commissaires sportifs prise en raison de conditions exceptionnelles ayant empêché le concurrent de défendre ses chances).
- La vitesse dans les stands est limité à 80 km/h lors des essais et 120 km/h en course (sauf au Grand Prix de Monaco, 80 km/h ).
- Deux qualités de gommes « sec » et trois qualités de « pluie » sont disponibles à chaque GP.
- Quota de pneus alloué par weekend : 40 pneus « sec », 10 « pluie ».
- Chaque pilote doit choisir avant le début des qualifications la qualité des pneus qu'il utilisera à la fois en qualification puis en course.

## Règlement technique: les nouveautés
- Hauteur et largeur minimales intérieures de la coque portées chacune de 250 à 300 mm à la hauteur des roues avant (protection des jambes)
- Réhaussement des bords du cockpit et ouverture plus large de celui-ci.
- Réduction de la largeur hors-tout de la monoplace de 2 m à 1,80 m.
- Étriers de freins en aluminium à 6 pistons au maximum et 2 plaquettes maximum par étrier.
- Épaisseur des disques limitée à 28 mm, diamètre limité à 278 mm.
- Largeur maximale de la roue complète ramenée à 380 mm (contre 381) à l'arrière et 255 mm à l'avant.
- Diamètre de la roue complète ramené à 660 mm (contre 660,4).
- Rainurage obligatoire des pneus (3 stries à l'avant, 4 à l'arrière).
- Stries de 2,5 mm de profondeur, 14 mm de largeur en surface et 10 mm au fond de la gorge.

## Pilotes et monoplaces
| Écurie                       | Constructeur | Châssis | Moteur            | Pneus | no | Pilotes               | Pilotes d'essais et de réserve                  |
| ---------------------------- | ------------ | ------- | ----------------- | ----- | -- | --------------------- | ----------------------------------------------- |
| Winfield Williams            | Williams     | FW20    | Mecachrome V10    | G     | 1  | Jacques Villeneuve    | Juan Pablo Montoya Max Wilson                   |
| Winfield Williams            | Williams     | FW20    | Mecachrome V10    | G     | 2  | Heinz-Harald Frentzen | Juan Pablo Montoya Max Wilson                   |
| Scuderia Ferrari Marlboro    | Ferrari      | F300    | Ferrari V10       | G     | 3  | Michael Schumacher    | Luca Badoer                                     |
| Scuderia Ferrari Marlboro    | Ferrari      | F300    | Ferrari V10       | G     | 4  | Eddie Irvine          | Luca Badoer                                     |
| Mild Seven Benetton Playlife | Benetton     | B198    | Playlife V10      | B     | 5  | Giancarlo Fisichella  | Jos Verstappen Oliver Gavin Jason Watt          |
| Mild Seven Benetton Playlife | Benetton     | B198    | Playlife V10      | B     | 6  | Alexander Wurz        | Jos Verstappen Oliver Gavin Jason Watt          |
| West McLaren Mercedes        | McLaren      | MP4-13  | Mercedes V10      | B     | 7  | David Coulthard       | Ricardo Zonta Nick Heidfeld                     |
| West McLaren Mercedes        | McLaren      | MP4-13  | Mercedes V10      | B     | 8  | Mika Häkkinen         | Ricardo Zonta Nick Heidfeld                     |
| Benson & Hedges Jordan       | Jordan       | 198     | Mugen-Honda V10   | G     | 9  | Damon Hill            | Pedro de la Rosa Juichi Wakisaka Jos Verstappen |
| Benson & Hedges Jordan       | Jordan       | 198     | Mugen-Honda V10   | G     | 10 | Ralf Schumacher       | Pedro de la Rosa Juichi Wakisaka Jos Verstappen |
| Gauloises Prost Peugeot      | Prost        | AP01    | Peugeot V10       | B     | 11 | Olivier Panis         | Stephane Sarrazin                               |
| Gauloises Prost Peugeot      | Prost        | AP01    | Peugeot V10       | B     | 12 | Jarno Trulli          | Stephane Sarrazin                               |
| Red Bull Sauber Petronas     | Sauber       | C17     | Petronas V10      | G     | 14 | Jean Alesi            | Jörg Müller                                     |
| Red Bull Sauber Petronas     | Sauber       | C17     | Petronas V10      | G     | 15 | Johnny Herbert        | Jörg Müller                                     |
| Danka Zepter Arrows          | Arrows       | A19     | Arrows V10        | B     | 16 | Pedro Diniz           | Emmanuel Collard Stephen Watson                 |
| Danka Zepter Arrows          | Arrows       | A19     | Arrows V10        | B     | 17 | Mika Salo             | Emmanuel Collard Stephen Watson                 |
| HSBC Stewart Ford            | Stewart      | SF02    | Ford Cosworth V10 | B     | 18 | Rubens Barrichello    | Mario Haberfeld                                 |
| HSBC Stewart Ford            | Stewart      | SF02    | Ford Cosworth V10 | B     | 19 | Jan Magnussen         | Mario Haberfeld                                 |
| HSBC Stewart Ford            | Stewart      | SF02    | Ford Cosworth V10 | B     | 19 | Jos Verstappen        | Mario Haberfeld                                 |
| PIAA Tyrrell                 | Tyrrell      | 026     | Ford Cosworth V10 | G     | 20 | Ricardo Rosset        |                                                 |
| PIAA Tyrrell                 | Tyrrell      | 026     | Ford Cosworth V10 | G     | 21 | Toranosuke Takagi     |                                                 |
| Fondmetal Minardi Team       | Minardi      | M198    | Ford Cosworth V10 | B     | 22 | Shinji Nakano         | Laurent Redon Tom Kristensen                    |
| Fondmetal Minardi Team       | Minardi      | M198    | Ford Cosworth V10 | B     | 23 | Esteban Tuero         | Laurent Redon Tom Kristensen                    |

## Résumé du championnat du monde 1998
La saison 1998 est marquée par une forte évolution de la réglementation (pneus sculptés, voiture moins large, freins moins importants...). La hiérarchie est bouleversée et les McLaren poursuivent sur leur lancée de fin 1997. La McLaren MP4-13 dessinée par Adrian Newey et équipée de pneus Bridgestone remporte le Grand Prix d'Australie avec un tour d'avance sur les autres concurrents. Toutefois, une polémique éclate après que Coulthard a laissé passer Hakkinen en vue de l'arrivée.
Au Brésil, Häkkinen s'impose à nouveau devant Coulthard et Michael Schumacher malgré l'interdiction des « freins directionnels » sur la McLaren. En Argentine, Schumacher s'impose grâce aux progrès de sa Ferrari et à une stratégie agressive. À Imola, Häkkinen abandonne et Coulthard s'impose, puis Häkkinen domine les Grands Prix d'Espagne et de Monaco, il dispose alors de dix-sept points d'avance au championnat après six courses.
Au Canada, les McLaren abandonnent et Schumacher s'impose devant Fisichella, une des révélations du début de saison. À Magny-Cours, Schumacher s'impose devant Irvine, puis obtient sa troisième victoire consécutive, sous la pluie, à Silverstone.
En Autriche et en Allemagne, Häkkinen reprend le commandement du championnat avec deux succès puis Schumacher remporte la victoire en Hongrie avec un changement de stratégie pendant la course. En Belgique, sous le déluge, Hill s'impose après une course marquée par un carambolage impliquant treize voitures, l'abandon d'Häkkinen, puis l'accrochage Schumacher-Coulthard. En Italie, Schumacher et Irvine réalisent un nouveau doublé et l'Allemand revient à égalité de points avec Hakkinen (80).
Au Nürburgring, les Ferrari sont en première ligne mais Häkkinen remporte la course. Au Japon, Schumacher est en pole position mais cale au départ. Alors en pleine remontée, il est victime d'une crevaison au trente-deuxième tour et abandonne : Häkkinen remporte la course et le titre mondial.

## Grands Prix de la saison 1998
| no  | Date         | Grand Prix                    | Lieu              | Vainqueur          | Écurie             | Pole position        | Record du tour     | Résumé |
| --- | ------------ | ----------------------------- | ----------------- | ------------------ | ------------------ | -------------------- | ------------------ | ------ |
| 615 | 8 mars       | Grand Prix d'Australie        | Melbourne         | Mika Häkkinen      | McLaren-Mercedes   | Mika Häkkinen        | Mika Häkkinen      | Résumé |
| 616 | 29 mars      | Grand Prix du Brésil          | Interlagos        | Mika Häkkinen      | McLaren-Mercedes   | Mika Häkkinen        | Mika Häkkinen      | Résumé |
| 617 | 12 avril     | Grand Prix d'Argentine        | Buenos Aires      | Michael Schumacher | Ferrari            | David Coulthard      | Alexander Wurz     | Résumé |
| 618 | 26 avril     | Grand Prix de Saint-Marin     | Imola             | David Coulthard    | McLaren-Mercedes   | David Coulthard      | Michael Schumacher | Résumé |
| 619 | 10 mai       | Grand Prix d'Espagne          | Barcelone         | Mika Häkkinen      | McLaren-Mercedes   | Mika Häkkinen        | Mika Häkkinen      | Résumé |
| 620 | 24 mai       | Grand Prix de Monaco          | Monaco            | Mika Häkkinen      | McLaren-Mercedes   | Mika Häkkinen        | Mika Häkkinen      | Résumé |
| 621 | 7 juin       | Grand Prix du Canada          | Montréal          | Michael Schumacher | Ferrari            | David Coulthard      | Michael Schumacher | Résumé |
| 622 | 28 juin      | Grand Prix de France          | Magny-Cours       | Michael Schumacher | Ferrari            | Mika Häkkinen        | David Coulthard    | Résumé |
| 623 | 12 juillet   | Grand Prix de Grande-Bretagne | Silverstone       | Michael Schumacher | Ferrari            | Mika Häkkinen        | Michael Schumacher | Résumé |
| 624 | 26 juillet   | Grand Prix d'Autriche         | A1-Ring           | Mika Häkkinen      | McLaren-Mercedes   | Giancarlo Fisichella | David Coulthard    | Résumé |
| 625 | 2 août       | Grand Prix d'Allemagne        | Hockenheim        | Mika Häkkinen      | McLaren-Mercedes   | Mika Häkkinen        | David Coulthard    | Résumé |
| 626 | 16 août      | Grand Prix de Hongrie         | Budapest          | Michael Schumacher | Ferrari            | Mika Häkkinen        | Michael Schumacher | Résumé |
| 627 | 30 août      | Grand Prix de Belgique        | Spa-Francorchamps | Damon Hill         | Jordan-Mugen-Honda | Mika Häkkinen        | Michael Schumacher | Résumé |
| 628 | 13 septembre | Grand Prix d'Italie           | Monza             | Michael Schumacher | Ferrari            | Michael Schumacher   | Mika Häkkinen      | Résumé |
| 629 | 27 septembre | Grand Prix du Luxembourg      | Nürburgring       | Mika Häkkinen      | McLaren-Mercedes   | Michael Schumacher   | Mika Häkkinen      | Résumé |
| 630 | 1er novembre | Grand Prix du Japon           | Suzuka            | Mika Häkkinen      | McLaren-Mercedes   | Michael Schumacher   | Michael Schumacher | Résumé |

## Classement des pilotes
| Classement | Pilote                | Points | AUS | BRA | ARG | SMA | ESP | MON | CAN | FRA | GBR | AUT | ALL | HUN | BEL | ITA | EUR | JAP |
| ---------- | --------------------- | ------ | --- | --- | --- | --- | --- | --- | --- | --- | --- | --- | --- | --- | --- | --- | --- | --- |
| Champion   | Mika Häkkinen         | 100    | 10  | 10  | 6   | -   | 10  | 10  | -   | 4   | 6   | 10  | 10  | 1   | -   | 3   | 10  | 10  |
| 2e         | Michael Schumacher    | 86     | -   | 4   | 10  | 6   | 4   | -   | 10  | 10  | 10  | 4   | 2   | 10  | -   | 10  | 6   | -   |
| 3e         | David Coulthard       | 56     | 6   | 6   | 1   | 10  | 6   | -   | -   | 1   | -   | 6   | 6   | 6   | -   | -   | 4   | 4   |
| 4e         | Eddie Irvine          | 47     | 3   | -   | 4   | 4   | -   | 4   | 4   | 6   | 4   | 3   | -   | -   | -   | 6   | 3   | 6   |
| 5e         | Jacques Villeneuve    | 21     | 2   | -   | -   | 3   | 1   | 2   | -   | 3   | -   | 1   | 4   | 4   | -   | -   | -   | 1   |
| 6e         | Damon Hill            | 20     | -   | -   | -   | -   | -   | -   | -   | -   | -   | -   | 3   | 3   | 10  | 1   | -   | 3   |
| 7e         | Heinz-Harald Frentzen | 17     | 4   | 2   | -   | 2   | -   | -   | -   | -   | -   | -   | -   | 2   | 3   | -   | 2   | 2   |
| 8e         | Alexander Wurz        | 17     | -   | 3   | 3   | -   | 3   | -   | 3   | 2   | 3   | -   | -   | -   | -   | -   | -   | -   |
| 9e         | Giancarlo Fisichella  | 16     | -   | 1   | -   | -   | -   | 6   | 6   | -   | 2   | -   | -   | -   | -   | -   | 1   | -   |
| 10e        | Ralf Schumacher       | 14     | -   | -   | -   | -   | -   | -   | -   | -   | 1   | 2   | 1   | -   | 6   | 4   | -   | -   |
| 11e        | Jean Alesi            | 9      | -   | -   | 2   | 1   | -   | -   | -   | -   | -   | -   | -   | -   | 4   | 2   | -   | -   |
| 12e        | Rubens Barrichello    | 4      | -   | -   | -   | -   | 2   | -   | 2   | -   | -   | -   | -   | -   | -   | -   | -   | -   |
| 13e        | Mika Salo             | 3      | -   | -   | -   | -   | -   | 3   | -   | -   | -   | -   | -   | -   | -   | -   | -   | -   |
| 14e        | Pedro Diniz           | 3      | -   | -   | -   | -   | -   | 1   | -   | -   | -   | -   | -   | -   | 2   | -   | -   | -   |
| 15e        | Johnny Herbert        | 1      | 1   | -   | -   | -   | -   | -   | -   | -   | -   | -   | -   | -   | -   | -   | -   | -   |
| 16e        | Jan Magnussen         | 1      | -   | -   | -   | -   | -   | -   | 1   |     |     |     |     |     |     |     |     |     |
| 17e        | Jarno Trulli          | 1      | -   | -   | -   | -   | -   | -   | -   | -   | -   | -   | -   | -   | 1   | -   | -   | -   |
| 18e        | Shinji Nakano         | 0      | -   | -   | -   | -   | -   | -   | -   | -   | -   | -   | -   | -   | -   | -   | -   | -   |
| 19e        | Esteban Tuero         | 0      | -   | -   | -   | -   | -   | -   | -   | -   | -   | -   | -   | -   | -   | -   | -   | -   |
| 20e        | Ricardo Rosset        | 0      | -   | -   | -   | -   | -   | -   | -   | -   | -   | -   | -   | -   | -   | -   | -   | -   |
| 21e        | Toranosuke Takagi     | 0      | -   | -   | -   | -   | -   | -   | -   | -   | -   | -   | -   | -   | -   | -   | -   | -   |
| 22e        | Olivier Panis         | 0      | -   | -   | -   | -   | -   | -   | -   | -   | -   | -   | -   | -   | -   | -   | -   | -   |
| 23e        | Jos Verstappen        | 0      |     |     |     |     |     |     |     | -   | -   | -   | -   | -   | -   | -   | -   | -   |

## Classement des constructeurs
| Classement | Écurie              | Points | AUS | BRA | ARG | SMA | ESP | MON | CAN | FRA | GBR | AUT | ALL | HUN | BEL | ITA | EUR | JAP |
| ---------- | ------------------- | ------ | --- | --- | --- | --- | --- | --- | --- | --- | --- | --- | --- | --- | --- | --- | --- | --- |
| Champion   | McLaren-Mercedes    | 156    | 16  | 16  | 7   | 10  | 16  | 10  | -   | 5   | 6   | 16  | 16  | 7   | -   | 3   | 14  | 14  |
| 2e         | Ferrari             | 133    | 3   | 4   | 14  | 10  | 4   | 4   | 14  | 16  | 14  | 7   | 2   | 10  | -   | 16  | 9   | 6   |
| 3e         | Williams-Mecachrome | 38     | 6   | 2   | -   | 5   | 1   | 2   | -   | 3   | -   | 1   | 4   | 6   | 3   | -   | 2   | 3   |
| 4e         | Jordan-Mugen-Honda  | 34     | -   | -   | -   | -   | -   | -   | -   | -   | 1   | 2   | 4   | 3   | 16  | 5   | -   | 3   |
| 5e         | Benetton-Playlife   | 33     | -   | 4   | 3   | -   | 3   | 6   | 9   | 2   | 5   | -   | -   | -   | -   | -   | 1   | -   |
| 6e         | Sauber-Petronas     | 10     | 1   | -   | 2   | 1   | -   | -   | -   | -   | -   | -   | -   | -   | 4   | 2   | -   | -   |
| 7e         | Arrows              | 6      | -   | -   | -   | -   | -   | 4   | -   | -   | -   | -   | -   | -   | 2   | -   | -   | -   |
| 8e         | Stewart-Ford        | 5      | -   | -   | -   | -   | 2   | -   | 3   | -   | -   | -   | -   | -   | -   | -   | -   | -   |
| 9e         | Prost-Peugeot       | 1      | -   | -   | -   | -   | -   | -   | -   | -   | -   | -   | -   | -   | 1   | -   | -   | -   |
| 10e        | Minardi-Ford        | 0      | -   | -   | -   | -   | -   | -   | -   | -   | -   | -   | -   | -   | -   | -   | -   | -   |
| 11e        | Tyrrell-Ford        | 0      | -   | -   | -   | -   | -   | -   | -   | -   | -   | -   | -   | -   | -   | -   | -   | -   |